# جولان (نبات)
الجولان (باللاتينية: Schoenoplectus) جنس نباتي من الفصيلة السعدية يضم حوالي 53 نوعاً مقبولا وتسعة أنواع لم يحسم أمرها بعد.

## من أنواعهالواطنةفيالوطن العربي
- الجولان البحيري (باللاتينية: Schoenoplectus lacustris) في بلاد الشام والمغرب العربي وقبرص وتركيا والقوقاز ومعظم مناطق أوروبا
- الجولان ثلاثي الأضلاع (باللاتينية: Schoenoplectus triqueter) في بلاد الشام وسيناء وتركيا والقوقاز ومعظم مناطق أوروبا
- الجولان الشاطئي (باللاتينية: Schoenoplectus litoralis) في بلاد الشام ومصر وتركيا والقوقاز ومعظم مناطق حوض المتوسط
- الجولان المستلقي (باللاتينية: Schoenoplectus supinus) في بلاد الشام ومصر وتركيا والقوقاز ومعظم مناطق أوروبا
- الجولان المفصلي (باللاتينية: Schoenoplectus articulatus) في مصر والعراق
- الجولان النقطي (باللاتينية: Schoenoplectus mucronatus) في بلاد الشام ومصر وتركيا والقوقاز ومعظم مناطق أوروبا